# Diopatra kristiani
Diopatra kristiani är en ringmaskart som beskrevs av Paxton 1998. Diopatra kristiani ingår i släktet Diopatra och familjen Onuphidae. Inga underarter finns listade i Catalogue of Life.